# San Marco (satèl·lits artificials)
San Marco és el nom de cinc satèl·lits artificials italians posats en òrbita en successió des del 1964 al 1988 en l'àmbit del Programa San Marco, ideat pel professor Luigi Broglio i oficialment nascut el 1962, amb la signatura d'un acord de cooperació espacial entre Itàlia i els Estats Units. Els cinc satèl·lits van utilitzar llançadors Scout sempre de franc pels Estats Units. Tots els satèl·lits van reentrar en l'atmosfera de la terra, destruint-los.

## San Marco A
El primer satèl·lit San Marco, també anomenat San Marco 1, es va posar en marxa el 15 de desembre de 1964. Després d'haver procedit a llançar-se amb personal italià amb un coet proporcionat pels Estats Units, així Itàlia va ser el primer país després de l'URSS i els EUA en haver dut a terme un llançament orbital. El San Marco A es va posar en marxa des del polígon dels EUA de Wallops Island, a Virgínia.

## San Marco B

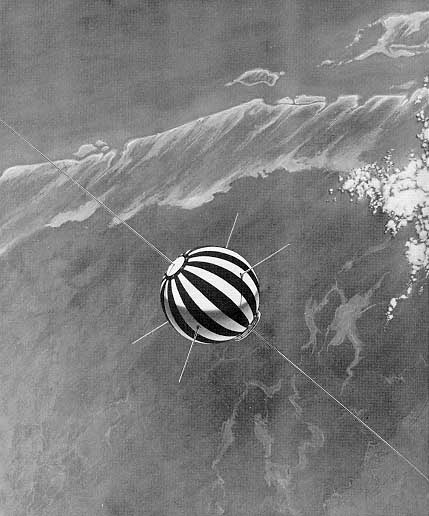
Representació per satèl·lit San Marco B

El llançament del segon satèl·lit San Marco (anomenat també San Marco 2) es va produir el 1967 i pel que fa a aquest cop, que es va dur a terme al lloc de llançament italià, també anomenat San Marco (avui Centro Spaziale Luigi Broglio), ubicat a l'oceà Índic, en aigües internacionals davant de la costa de Kenya a 2° 56' al sud de l'equador, compost de plataformes marines fixes a terra marina: la plataforma de muntatge i llançament de coets Scout (Plataforma San Marco); la plataforma de control per a les operacions de llançament i posada en òrbita (Plataforma Santa Rita); una petita plataforma en la qual s'allotja el radar; estació de telemetria de terra i altres infraestructures també a terra ferma, al territori de Kenya.

## San Marco C-1
També anomenat 'San Marco 3', es va posar en marxa l'abril de 1971.

## San Marco C-2
També anomenat 'San Marco 4', es va posar en marxa el febrer de 1974.

## San Marco D/L
L'últim satèl·lit de la sèrie va ser llançat el març de 1988.

## Objectius científics
Entre els valors científics que els satèl·lits San Marco van permetre el mesurament: la densitat de l'aire a gran alçada, de forma contínua i amb la màxima precisió per mitjà de la famosa Bilancia Broglio, un dispositiu inventat pel científic Luigi Broglio; la temperatura i pressió ambiental; la composició de l'atmosfera en si a través d'un espectròmetre de massa; el perfil de la densitat d'electrons de la ionosfera; la temperatura dels electrons; la ubicació de les irregularitats ionosfèriques; la concentració dels ions i electrons; l'anàlisi de les partícules ionitzades i la seva velocitat; el seguiment de la radiació solar; l'estudi dels fenòmens de l'atmosfera superior i la seva influència en el clima de la Terra. Totes les dades que eren crítiques per al futur del programa del transbordador espacial estatunidenc.